# Albergement
L’albergement est un contrat féodal par lequel un paysan — tenanciers libres ou serfs albergataires — recevait d'un seigneur une terre pour une longue période moyennant une redevance annuelle, appelée introge,. Cette forme de tenure était l'équivalent d'une location ou bail emphytéotique ou emphytéose. 
Ce terme était essentiellement utilisé au Moyen Âge dans le Dauphiné et en Savoie. Les bénéficiaires d'un albergement pouvaient être appelés les « albergers ».

## Étymologie
L'historien Pierre Duparc note, dans son article « Les tenures en hébergement et en abergement », que les deux termes sont apparus tous deux au plus tôt vers le XIe siècle, trouvant leur formation dans les verbes « heberger - esbergier » et « haberger - abergier ». La racine de ces mots est germanique avec un sens de « loger » ou « camper ». Ces mots connaîtront un certain nombre de dérivés selon les régions et notamment dans le sud-est où il prendra la forme de « albergum » et notamment le « sens de maison, famille, tènement et même de fief, seigneurie »,.
Les historiens et époux Leguay indiquent que le terme d'« albergement » se distingue de celui de « abergement » ou « hostice ». Il semble être l'équivalent d'albergum mais avec un « sens d'exploitation ou de famille » comme en Savoie ou en Suisse. Le comtois, Théophile Perrenot, publie en 1942 un livre sur La toponymie burgonde dans lequel il indique : « Hariberga (...). En Burgondie, le mot est devenu abergamentum, puis abergement, albergement, fréquent dans le Doubs, le Jura, la Côte-d'Or, l'Ain, la Suisse romande ».

## Sens dérivé
En Savoie, l'albergement avait aussi un autre sens, il désignait une coutume qui dans la société paysanne donnait faculté aux jeunes filles d'accueillir (alberger) dans leur lit un garçon de leur choix venu leur rendre visite un samedi ou jour de fête, le consentement parental étant très généralement acquis. S'en remettant à la loyauté de leurs partenaires, elles devaient garder leur chemise et (en principe) exiger la promesse que serait respectée leur vertu.
Dans ce sens, l'« albergement » a la même racine que les termes « hébergement » et « auberge » dans le sens « maison ». 
Des usages similaires avaient cours notamment en Bresse (« taboulage »), dans le pays de Montbéliard, dans le pays de Vaud, dans le Marais vendéen (« maraîchinage »), en Suisse alémanique (Kiltgang) et plus généralement dans les pays allemands et scandinaves. 
Pour ce qui est de l'« albergement » savoyard, l'Église catholique en fit un motif d'excommunication en 1609, mais il fallut encore deux siècles avant qu'il soit définitivement éradiqué, au début du XIXe siècle.